# مها الخطيب
مها محمد أحمد الخطيب (7 ديسمبر 1958 - )، سياسية أردنية؛ شغلت منصب وزير السياحة والآثار سابقاً في حكومة نادر الذهبي وحكومة سمير الرفاعي الأولى.

## نشأتها وعائلتها
و لدت في القاهرة، وهي متزوجة ولديها ولدين وبنت.

## المؤهلات العلمية
- الثانوية العامة من كلية راهبات الناصرة عام 1976. [1]
- بكالوريوس ادب إنجليزي من من الجامعة الأردنية عام 1979.
- ماجستير إدارة عامة من الجامعة الأمريكية في بيروت عام 1981

## المناصب
- 2009 وزيرة السياحة والآثار
- 2007 وزيرة السياحة والآثار
- 2006-2007 مسشارة الملكة رانيا العبد الله
- 2000-2007 مدير عام مؤسسة نهر الأردن
- 1999-2000 مدير عام لبرنامج إصلاح القطاع العام / وزارة التنمية
- 1998-1999 مدير وشريك في مجموعة التنمية والإدارة
- 1993-1997 مديرة البرنامج الوطني لصندوق الأمم المتحدة لتنمية المرأة ( UNIFEM )
- 1991-1993 مديرة البرنامج الوطني المرأة في مشروع التنمية في GTZ
- 1987-1990 رئيسة وحدة القطاع الخاص ووحدة الاستثمار في وزارة التخطيط والتعاون الدولي
- 1985-1987 باحثة في قسم التخطيط الإقليمي في وزارة التخطيط والتعاون الدولي
- 1984-1985 معلمة أدب إنجليزي في كلية المجتمع العربي
- 1982-1984 رئيسة وحدة التوثيق في المنظمة العربية للمقاييس والأرصاد الجوية
- 1981-1982 معلمة لمادة الإنجليزي في مدارس البكالوريا الدولية